# Rosemary Dunsmore

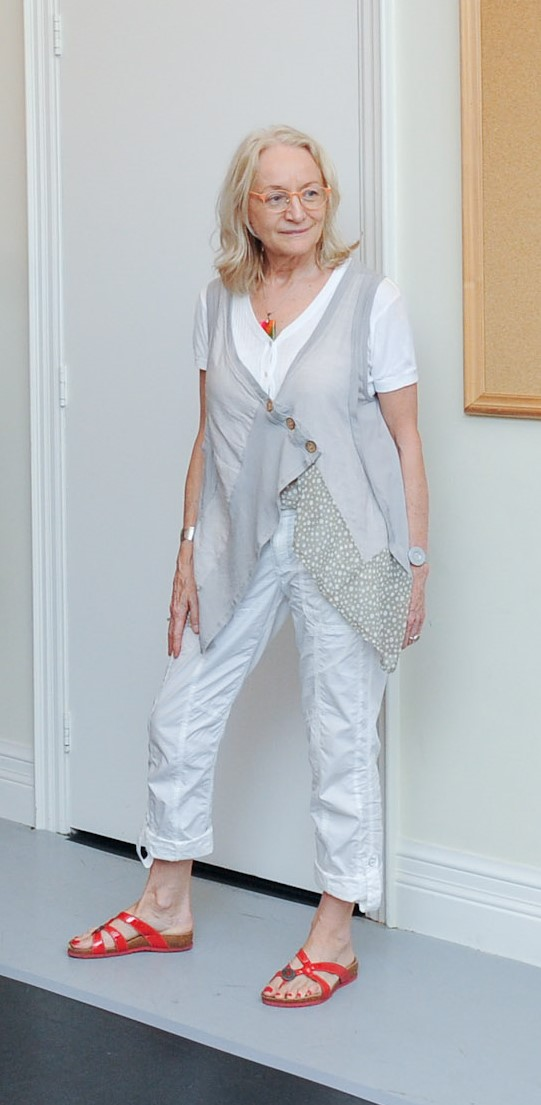
Rosemary Dunsmore (2014)

Rosemary Dunsmore (* 1953 in Edmonton, Alberta) ist eine kanadische Film- und Theater-Schauspielerin, Regisseurin und Schauspiellehrerin.

## Leben
Dunsmore trat seit Mitte der 1970er Jahre im kanadischen Theater auf. Unter anderem trat sie in Inszenierungen von Sam Shepards Vergrabenes Kind und Marsha Normans Getting Out auf. Seit Anfang der 1980er Jahre ist sie auch in kanadischen Fernsehproduktionen tätig.
1982 erhielt sie für ihre Rolle im Theaterstück Straight Ahead/Blind Dancers einen Dora Mavor Moore Award in der Kategorie Outstanding Performance by a Female in a Leading Role.
Einem internationalen Publikum wurde sie 1990 durch eine kurze aber prägnante Rolle als Dr. Lull in Paul Verhoevens Science-Fiction-Film Die totale Erinnerung – Total Recall bekannt. In Kanada wird sie vor allem mit ihren Rollen in Fernsehproduktionen wie Anne of Green Gables: The Sequel (1987), Avonlea – Das Mädchen aus der Stadt (1990–1995) und Mom P.I. (1990) verbunden.
Für ihre Rolle im Stück Wit am Montrealer Centaur Theatre erhielt sie 2001 überragende Kritiken und wurde mit dem Masque Award als beste Schauspielerin ausgezeichnet. 2005 trat sie im Berkeley Street Theatre Toronto in einer Inszenierung des Theaterstücks Die Glasmenagerie in der Hauptrolle der Amanda Wingfield auf.
Für ihre Rolle als Mutter eines lesbischen Mädchens mit Kinderwunsch im Film The Baby Formula wurde Dunsmore 2009 mit dem kanadischen ACTRA Award ausgezeichnet.
Dunsmore führte bei verschiedenen Theaterinszenierungen Regie, unter anderem beim Atlantic Theatre Festival, beim Utah Shakespeare Festival und dem Mantiba Theatre Centre.
Als Schauspiellehrerin unterrichtete sie an der University of Toronto, Equity Showcase, National Theatre School und beim Canadian Film Centre.

## Filmografie
- 1980–1981: Der Vagabund – Die Abenteuer eines Schäferhundes (The Littlest Hobo) (Fernsehserie, 2 Folgen)
- 1982: Off Your Rocker (Fernsehfilm)
- 1982: Hangin' In (Fernsehserie, Folge 3x1)
- 1983: As You Like It (Fernsehfilm)
- 1986: Duell mit dem Schicksal (Miles to Go, Fernsehfilm)
- 1985: ABC Weekend Specials (Fernsehserie, Folge 9x4)
- 1986: Dancing in the Dark
- 1986: Duell mit dem Schicksal (Miles to Go...) (Fernsehfilm)
- 1986: Four on the Floor (Fernsehserie, 10 Folgen)
- 1986–1989: Die Campbells (The Campbells, Fernsehserie, 16 Folgen)
- 1987: Mein Kind darf nicht sterben (Fight for Life) (Fernsehfilm)
- 1987: Race for the Bomb (Miniserie, 2 Folgen)
- 1987: Anne auf Green Gables – Die Fortsetzung (Anne of Green Gables: The Sequel) (Miniserie, 4 Folgen)
- 1987: Das Versprechen des Elmer Jackson ( After the Promise) (Fernsehfilm)
- 1987: Danger Bay (Fernsehserie, Folge 4x2)
- 1983–1990: Die Waffen des Gesetzes (Street Legal) (Fernsehserie, 2 Folgen)
- 1988: Blades of Courage (Fernsehfilm)
- 1988: Wenn der Vater der Direktor ist gibt es Ärger mit den Kindern (A Father's Homecoming) (Fernsehfilm)
- 1988: Go Toward the Light (Fernsehfilm)
- 1988: Um jeden Preis (Favorite Son) (Miniserie, 3 Folgen)
- 1988: Twins – Zwillinge (Twins)
- 1988: Unbekannte Dimensionen (The Twilight Zone) (Fernsehserie, Folge 3x15)
- 1989: Ein Vater zuviel (My Two Dads) (Fernsehserie, 2x2)
- 1989: Hunter (Fernsehserie, Folge 2x2)
- 1989: Die Schöne und das Biest (Beauty and the Beast) (Fernsehserie, Folge 2x17)
- 1990: MacGyver (Fernsehserie, Folge 5x17)
- 1990: Rendezvous mit einer Mörderin (Personals, Fernsehfilm)
- 1990: Die totale Erinnerung – Total Recall (Total Recall)
- 1990–1992: Mom P.I. (Fernsehserie, 26 Folgen)
- 1990–1993: E.N.G. (Fernsehserie, 2 Folgen)
- 1990–1995: Avonlea – Das Mädchen aus der Stadt (Road to Avonlea) (Fernsehserie, 5 Folgen)
- 1991: Wahre Freunde (The Boys, Fernsehfilm)
- 1993: Du lügst (Liar, Liar, Fernsehfilm)
- 1993: Cliffhanger – Nur die Starken überleben (Cliffhanger)
- 1993: Zerbrochenes Vertrauen (Shattered Trust: The Shari Karney Story) (Fernsehfilm)
- 1993: Boy Meets Girl (Fernsehfilm)
- 1994: RoboCop (Fernsehserie, Folge 1x19)
- 1995: Unter der Last der Beweise (Degree of Guilt) (Fernsehfilm)
- 1995: Bach's Fight for Freedom (Fernsehfilm)
- 1996: Kung Fu – Im Zeichen des Drachen (Kung Fu: The Legend Continues) (Fernsehserie, Folge 4x9)
- 1996: Letzte Ausfahrt Erde (Last Exit to Earth, Fernsehfilm)
- 1996: Skrupellos verführt – Die Unschuld des Mörders (Undue Influence, Fernsehfilm)
- 1996: Das Urteil der Geschworenen (We the Jury, Fernsehfilm)
- 1996: Mary & Tim – Wird die Liebe siegen? (Mary & Tim, Fernsehfilm)
- 1997: Sprung ins Ungewisse (Breaking the Surface: The Greg Louganis Story, Fernsehfilm)
- 1997: Poltergeist – Die unheimliche Macht (Poltergeist: The Legacy) (Fernsehserie, Folge 2x18)
- 1997, 1998: PSI Factor – Es geschieht jeden Tag (PSI Factor – Chronicles of the Paranormal , Fernsehserie, 2 Folgen)
- 1998: Der lange Weg zurück (The Long Way Home, Fernsehfilm)
- 1998: Verbrecherisches Blut (When He Didn't Come Home) (Fernsehfilm)
- 1998: Strike – Mädchen an die Macht! (All I Wanna Do)
- 1999: Willkommen in Freak City (Freak City, Fernsehfilm)
- 1999: Die Jagd nach dem Unicorn-Killer (The Hunt for the Unicorn Killer, Fernsehfilm)
- 1999: At the Mercy of a Stranger (Fernsehfilm)
- 1999: Dear America: The Winter of Red Snow (Fernsehfilm)
- 2000: Secret Cutting (Fernsehfilm)
- 2001: The Warden (Fernsehfilm)
- 2001: Hangman – Das mörderische Spiel (Hangman, Fernsehfilm)
- 2001: Life with Judy Garland: Me and My Shadows (Miniserie, 2 Folgen)
- 2001: Blue Murder (Fernsehserie, Folge 1x8)
- 2001: Plötzlich außer Kontrolle (Dangerous Child, Fernsehfilm)
- 2001: Anne of Green Gables: The Animated Series (Fernsehserie, Folge 1x23, Stimme)
- 2001: Good Stuff (Kurzfilm)
- 2001–2003: Soul Food (Fernsehserie, 3 Folgen)
- 2002: The Associates (Fernsehserie, 2 Folgen)
- 2002: The Interrogation of Michael Crowe (Fernsehfilm)
- 2003: Profoundly Normal (Fernsehfilm)
- 2003: Dreamcatcher
- 2003: Queer as Folk (Fernsehserie, Folge 3x7)
- 2003: Defending Our Kids: The Julie Posey Story (Fernsehfilm)
- 2003: Playmakers (Fernsehserie, Folge 1x4)
- 2004: Redemption – Früchte des Zorns (Redemption: The Stan Tookie Williams Story, Fernsehfilm)
- 2004: Zeit der Sieger (The Winning Season) (Fernsehfilm)
- 2004: White Knuckles
- 2004: Degrassi (Fernsehserie, Folge 4x1)
- 2004: The Grid (Miniserie, 5 Folgen)
- 2004: Wild Card (Fernsehserie, Folge 2x9)
- 2004: Liebesgrüße vom Weihnachtsmann (A Very Married Christmas) (Fernsehfilm)
- 2004–2005: ReGenesis (Fernsehserie, 6 Folgen)
- 2005: Kevin Hill (Fernsehserie, Folge 1x15)
- 2006: Playing House (Fernsehfilm)
- 2006: Der Hades-Faktor (Covert One: The Hades Factor, Fernsehserie)
- 2006: At the Hotel (Fernsehserie, Folge 1x4)
- 2006: Der Hades-Faktor (Miniserie, 2 Folgen)
- 2006: Citizen Duane
- 2006: Wedding Wars (Fernsehfilm)
- 2007: In God's Country (Fernsehfilm)
- 2007: They Come Back (Fernsehfilm)
- 2007: The Altar Boy Gang (Fernsehfilm)
- 2007: Bonded Pairs (Kurzfilm)
- 2007: St. Urbain's Horseman (Miniserie, 2 Folgen)
- 2008: A Raisin in the Sun (Fernsehfilm)
- 2008: Burn Up (Miniserie, Folge 1x2)
- 2008: The Baby Formula
- 2008: For the Love of Grace (Fernsehfilm)
- 2009: Being Erica – Alles auf Anfang (Fernsehserie, Folge 1x6)
- 2009: Guns – Der Preis der Gewalt (Miniserie, 2 Folgen)
- 2009: Orphan – Das Waisenkind (Orphan)
- 2009: The Good Times Are Killing Me (Fernsehfilm)
- 2009: At Home by Myself… with You
- 2009: Too Late to Say Goodbye (Fernsehfilm)
- 2009: Cra$h & Burn (Fernsehserie, Folge 1x2)
- 2009: Nureyev (Fernsehfilm)
- 2010: Murdoch Mysteries (Fernsehserie, Folge 3x5)
- 2010: When Love Is Not Enough: The Lois Wilson Story (Fernsehfilm)
- 2010: Living in Your Car (Fernsehserie, Folge 1x3)
- 2010: Unnatural History (Fernsehserie, Folge 1x6)
- 2010: Lost Girls (Fernsehserie, Folge 1x4)
- 2010: Ruby Skye P.I.: The Spam Scam
- 2010: Red: Werewolf Hunter (Fernsehfilm)
- 2010: The Santa Suit (Fernsehfilm)
- 2011: Little Mosque on the Prairie (Fernsehserie, Folge 5x9)
- 2011: Faces in the Crowd
- 2011: Fugitive at 17 (Fernsehfilm)
- 2012: The Riverbank
- 2012: Ruby Skye P.I.: The Haunted Library
- 2012: Miskate (Kurzfilm)
- 2012: Guidestones (Fernsehserie, 2 Folgen)
- 2013: The Surrogacy Trap (Fernsehfilm)
- 2013: Cracked (Fernsehserie, Folge 1x1)
- 2013: Rewind (Fernsehfilm)
- 2013: The Hot Flash (Kurzfilm)
- 2014: Don't Get Killed in Alaska
- 2014 Remedy (Fernsehserie, Folge 1x8)
- 2015: The Plateaus (Fernsehserie, 4 Folgen)
- 2015: Kleinstadtorgien – Alles muss, nichts kann (How to Plan an Orgy in a Small Town)
- 2015–2016: Between (Fernsehserie, 5 Folgen)
- 2015–2017: Orphan Black (Fernsehserie, 14 Folgen)
- 2017: Reel Women Seen (Kurzfilm)
- 2017: Blood Honey
- 2018: Arlo Alone (Kurzfilm)
- 2019: Coroner – Fachgebiet Mord (Fernsehserie, 2 Folgen)
- 2019: Likeness (Kurzfilm)
- 2019: Street Legal (Fernsehserie, 6 Folgen)
- 2019: The Hot Zone (Fernsehserie, 3 Folgen)
- 2020: The Merry Wives of Windsor
- 2020: The Toll
- 2020: Dear Jesus (Kurzfilm)
- 2020–2021: Elinor Wonders Why (Fernsehserie, Stimme, 3 Folgen)
- 2021: Love's Sweet Recipe (Fernsehfilm)
- 2021: Kicking Blood
- 2021: Pikwik Pack (Fernsehserie, Stimme, Folge 1x20)
- 2021: Hexen und Katzen (Scaredy Cats) (Fernsehserie, 4 Folgen)
- 2021–2022: Pyjamahelden (Fernsehserie, Stimme, 2 Folgen)
- 2021–2022: Chucky (Fernsehserie, 7 Folgen)
- 2022: The Story of Love (Fernsehfilm)
- 2022: Good Sam (Fernsehserie, 2 Folgen)
- 2022: Catering Christmas (Fernsehfilm)
- 2022: Three Pines (Fernsehserie, 2 Folgen)
- 2023: Fellow Travelers (Fernsehserie, 1 Folge)

## Videospiel
- 2020: Watch Dogs: Legion (Stimme von Sinead)